# Église de la Vierge-Noire de Hamrun

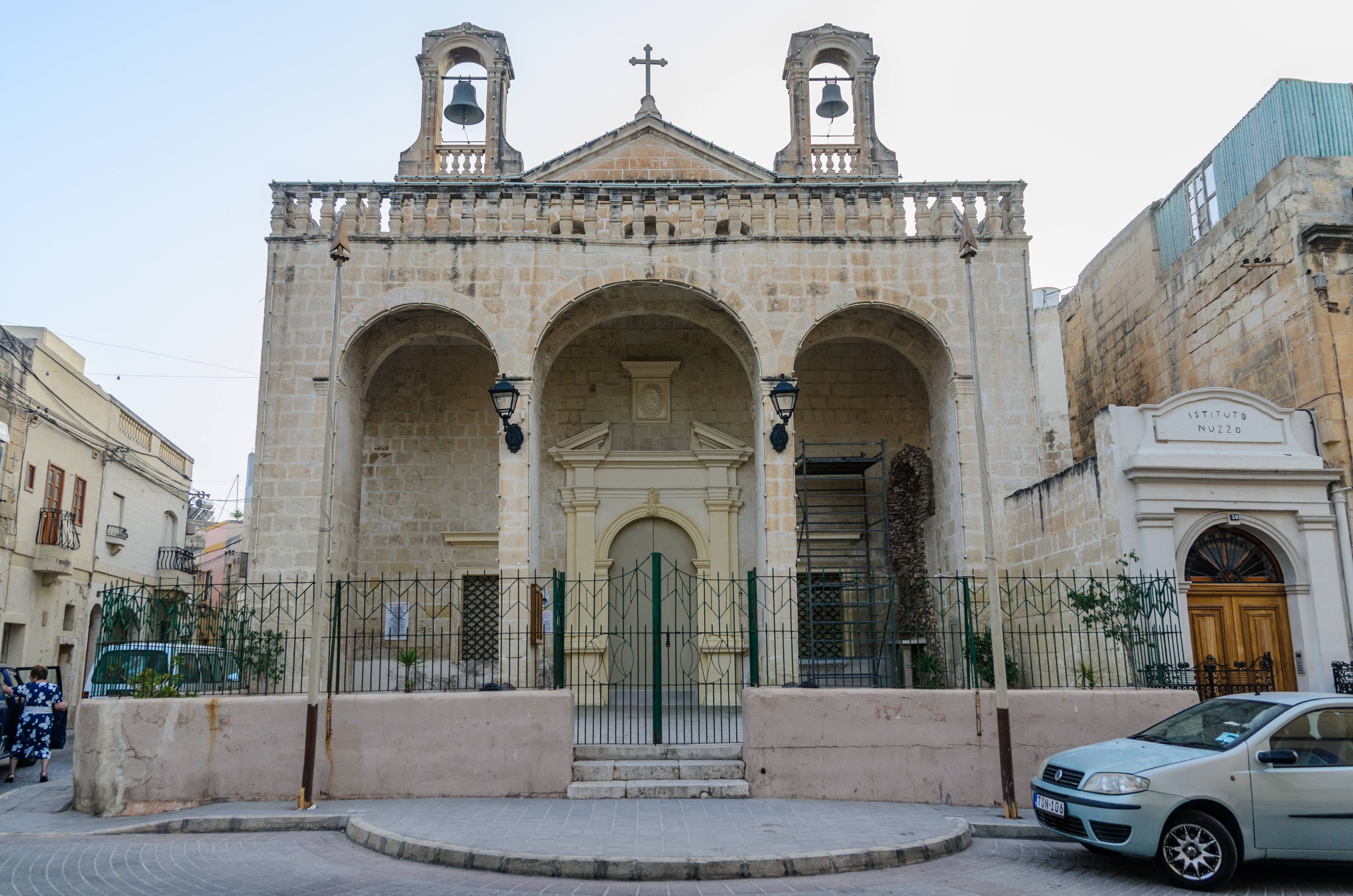
Église de la Vierge-Noire de Hamrun

L'église de la Vierge-Noire est une église catholique située à Hamrun , à Malte.

## Historique de la statue
La statue de la Vierge noire est une copie de celle qui est présente à Madrid et qui a été ramenée à Malte en 1631, d'où la construction d'une petite église pour l'y placer.